# Žabokvica
Žabokvica (cyr. Жабоквица) – wieś w Bośni i Hercegowinie, w Republice Serbskiej, w gminie Srebrenica. W 2013 roku liczyła 144 mieszkańców.